# Сусукино (станция)
Станция Сусукино (яп. すすきの駅 сусукино эки) — железнодорожная станция в японском городе Саппоро, обслуживаемая компанией Саппоро Метро. Станция имеет обозначение «N08» на линии метрополитена и SC23 на трамвайной линии.

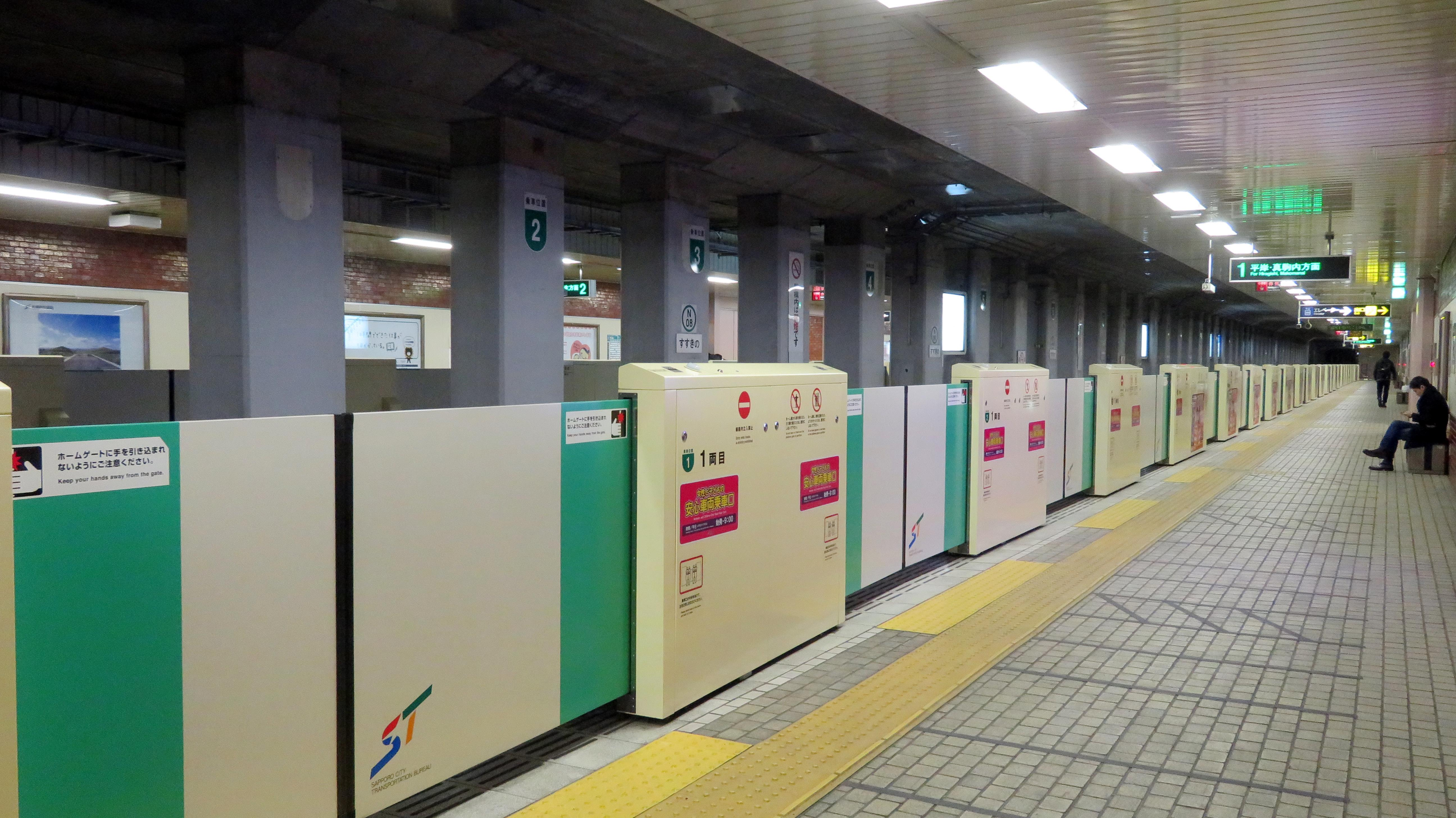
Платформа станции

Станция Сусукино расположена на линиях Намбоку (между станциями Одори (N07) и Nakajima-Kōen (N09)) и трамвая Саппоро (между Shiseikan-Shōgakkō-Mae (SC22)	и	Tanuki koji (SC24)).
25 октября 2012 года на станции были установлены автоматические платформенные ворота.
Станция расположена относительно близко к станции Хосуи-Сусукино на линии метрополитена Тохо, но между ними нет бесплатных пересадок.
На южной стороне станции расположен район красных фонарей Сусукино — самый большой к северу от Токио. В нём сосредоточено множество ресторанов, баров, отелей и развлекательных заведений для взрослых.

## Линии
- Саппоро Метро
  - Линия Намбоку

## Платформы
| 1 | ■ Линия Намбоку | Накадзима-Коэн, Макоманай          |
| 2 | ■ Линия Намбоку | Одори, Саппоро, Кита-24-Дзё, Асабу |